# Jacob Makohin
Jacob Makohin, gebürtig Prinz Leon Bogun Mazeppa von Razumowski (* 27. September 1880 wahrscheinlich in dem Viazowa bei Schowkwa, Galizien; † 13. Januar 1956 im U.S. Naval Hospital, Chelsea, Massachusetts) war ein ukrainisch-amerikanischer Adeliger, Offizier und politischer Lobbyist. Er war Prätendent auf die Stellung des Hetmans des Hetmanats Ukraine.

## Leben und Tätigkeit

### Herkunft, frühe Jahre und Karriere beim US-Militär
Jacob Makohin wurde als Leon Bogun Mazeppa von Razumkowski geboren. Er entstammte einer alteingesessenen Adelsfamilie der Ukraine und wuchs in der Bukowina auf, die damals zur österreichisch-ungarischen Doppelmonarchie gehörte.
Um 1903 floh Razumkowski nach einem Attentat auf seine Familie, bei dem seine Eltern getötet wurden, aus Russland über Kanada in die Vereinigten Staaten. 1905 trat Razumkowsky unter dem Namen Jacob Makohin in das amerikanische Marine Corps ein. Den Namen Makohin wählte er als Geste der Anerkennung für den Mann, der während des Attentates auf seine Familie sein Leben gerettet hatte.
Bei den Marines wurde Makohin nacheinander auf Kuba, den Philippinen und auf den Schiffen USS Kentucky und USS Texas verwendet, bevor er 1913 schließlich der neugeschaffenen Formation der amerikanischen Marineflieger in Annapolis (Naval Aviation Camp Annapolis) zugeteilt wurde. Er gehörte damit zu den ersten amerikanischen Militärpiloten überhaupt. Während seines Einsatzes bei der First Marine Aeronautic Company auf den Azoren während des Ersten Weltkrieges wurde er zum Stabsfeldwebel (warrant officer) ernannt. Im Februar 1917 wurde er in den USA eingebürgert. Nach dem Eintritt der Vereinigten Staaten in den Krieg kam er als Pilot zum Einsatz. AB 1919 war er in der Marine Barracks, Parris Island, South Carolina stationiert. Im März 1921 ging er nach sechzehn Jahren Zugehörigkeit zum amerikanischen Militär infolge einer Verletzung als Second Lieutenant in den Ruhestand. Außer seiner Tätigkeit bei den Marines und als Pilot soll er auch mit nachrichtendienstlichen Belangen befasst gewesen sein.

### Zwischenkriegszeit
In den 1920er Jahren wurde Makohin bekannt, da er zu dieser Zeit damit begann, sich als politischer Organisator, Finanzier und Lobbyist für die staatliche Unabhängigkeit der Ukraine einzusetzen, deren historisch-kulturelle Gebiete zu dieser Zeit teilweise dem polnischen und teilweise dem sowjetischen Staat angehörten. Um der Verwirklichung seines Zieles näher zu kommen, versuchte er in dieser Zeit möglichst viele ukrainische Emigrantenorganisationen in Nordamerika zu einem gemeinsamen Agieren in der ihm vorschwebenden Weise zu bewegen. Rückhalt fand er vor allem bei der Ukrainian Self-Reliance League of Canada (USRL). Zur Legitimierung seiner Aktivitäten machte Makohin damals geltend, dass er, wie er behauptete, der letzte lebende Nachkomme des Grafen Cyril Gririewich Razumowsky, der unter der russischen Zarin Katharina II. der letzte Hetman des historischen Hetmanats Ukraine gewesen war. In der Literatur wird er z. T. sogar als Prätendent auf die Stellung des Hetmans eines wiederhergestellten Hetmanats bezeichnet.
Zusätzlich zu seinem Eintreten für die Unabhängigkeit der Ukraine wandte Makohin, der verschiedenen Quellen zufolge über großen Wohlstand verfügte (z. T. wird er als Millionär bezeichnet), sich in den Jahren zwischen den beiden Weltkriegen insbesondere gegen die kulturelle und politische Unterdrückung der ukrainischen Minderheiten im damaligen Polen und der damaligen Sowjetunion. Zu diesem Zwecke finanzierte er u. a. 1931 den Aufbau eines kurz als „Ukrainian Bureau“ bezeichneten Informationsbüros für ukrainische Belange in London, das von Vladimir Kaye-Kysilewsky geleitet wurde und sich der Aufgabe widmete, die internationale Öffentlichkeit über die Nöte und Probleme der ukrainischen Bevölkerung in diesen Staaten zu informieren. In den folgenden Jahren finanzierte er auch den Aufbau ähnlicher Informationsbüros in Genf und Prag, die Einrichtung des Prager Museums für den Ukrainischen Freiheitskampf (Museum of the Ukrainian Liberation Struggle) sowie zahlreiche andere der ukrainischen Unabhängigkeit oder den Interessen der ukrainischen Volksgruppe dienende Aktivitäten, Projekte und Organisationen.
Des Weiteren bereiste Makohin in den Zwischenkriegsjahren zur Vorantreibung seiner politischen Ziele zahlreiche europäische Staaten, so Österreich, Polen, Rumänien und die Tschechoslowakei, um Kontakte mit lokalen Gesinnungsgenossen und Organisationen zu pflegen und gemeinsame Aktivitäten, die dem Ziel der Verwirklichung der gemeinsamen Ziele dienen sollten, zu organisieren. Im Zusammenhang mit einer Reise nach Polen im Jahr 1931, wo er im Raum Lviv Informationen über die zu dieser Zeit im Gang befindliche Kampagne der polnischen Regierung zur Polonisierung – also zur kulturellen Assimilierung – der ukrainischen Bevölkerung in diesem Landesteil sammelte und sich mit Vertretern der Nationaldemokratischen Vereinigung der Ukraine traf, wurde er von der polnischen Polizei verhaftet und bald danach als unerwünschte Person des Landes verwiesen. Hierzu gab er kurz danach dem Manchester Guardian ein Interview, in dem er die politische Verfolgung und Unterdrückung von Angehörigen der ukrainischen Volksgruppe in Galizien bzw. der ukrainischen Kultur durch die dortigen polnischen Behörden anprangerte.
Die genannten Aktivitäten brachten Makohin in den 1930er Jahren die Aufmerksamkeit zahlreicher europäischer Geheimdienste, so des britischen Secret Service und des Sicherheitsdienstes der SS (SD), dem Nachrichtendienst des nationalsozialistischen Deutschlands ein.

### Zweiter Weltkrieg und letzte Jahre
Zum Zeitpunkt des Ausbruchs des Zweiten Weltkriegs lebte Makohin im italienischen Alassio, von wo er 1941 in die Vereinigten Staaten zurückkehrte.
In der Öffentlichkeit erregte Makohin noch einmal Aufsehen aufgrund von öffentlichen Anschuldigungen gegen ihn in der Presse – insbesondere im Time Magazine –, dass er zu den „Handlangern, Quislingen und Marionetten Hitlers“ („Hitler's stooges, quislings or puppets.“) gehören würde, was er öffentlich zurückwies – umso mehr, als das Reichssicherheitshauptamt in Berlin ihn irrtümlich in Großbritannien vermutete und im Frühjahr 1940 auf die Sonderfahndungsliste G.B. setzte. Dies war ein Verzeichnis von Personen, die im Falle einer erfolgreichen deutschen Invasion Großbritanniens durch die Sonderkommandos der SS-Einsatzgruppen mit besonderer Priorität ausfindig gemacht und verhaftet werden sollten.
Nach seinem Tod wurde Makohin auf dem amerikanischen Militär-Nationalfriedhof Arlington Cemetery beigesetzt. Er ist damit der einzige Angehörige der europäischen Adels der auf diesem Friedhof bestattet ist.

## Familie
Makohin war seit 1920 verheiratet mit Susan E. Fallon (1891–1976), der Tochter eines Admirals. Die Ehe blieb kinderlos.